# Kaiu Shirai
Kaiu Shirai (白井 カイウ, Shirai Kaiu) é um mangaká japonês conhecido principalmente por escrever a história de Yakusoku no Neverland. Em fevereiro de 2019 foi um dos 11 indicados ao Prêmio Cultural Osamu Tezuka, que comemora as contribuições do pioneiro do mangá Osamu Tezuka reconhecendo o mangá que melhor segue sua tradição. 